# 綾野なおと
綾野 なおと（あやの なおと、12月8日-、O型）は、日本の漫画家、イラストレーター、同人作家。
商業誌は成人向け作品を中心に執筆していたが、近年はコミカライズなど一般向け作品でも活動している。
同人誌はサークル怪奇日蝕で個人執筆。主に成人向け美少女漫画を執筆している。

## 略歴
- 1991年、同人サークル「怪奇日蝕」を立ち上げる。以降個人サークルとして活動。作風は主に、成人向けである。
- 1995年、素直になって（コミック一番、司書房）で商業誌デビュー。以降、成人向け雑誌を中心に活動。
- 2008年、『コードギアス 反逆のルルーシュ LOST COLORS』の読み切りコミカライズを担当。（角川書店、月刊コンプエース掲載）

以降、商業誌での一般向け作品の活動も開始し、同年10月より『 恋する乙女と守護の楯』のコミカライズを連載。（角川書店、月刊コンプエース）
- 2009年、8月より『11eyes -罪と罰と贖いの少女-』のコミカライズを連載。（角川書店、月刊コンプエース）
- 2012年、『恋と選挙とチョコレート』のノベライズ本文挿絵を担当。（小学館、ガガガ文庫）

## 人物
- 趣味は旅行。
- 柏木千鶴（痕）、ライダー（Fate/stay_night）をこよなく愛すると公言している[1]。
- 同人誌ではオダワラハコネと交流がある[2]。

## 主な仕事歴

### 漫画
- コードギアスアンソロジー「Queen 1」（角川書店）
- ゼロの使い魔 公式アンソロジー「水のルビーの章」（メディアファクトリー）
- コードギアスアンソロジー「Queen 2」（角川書店）
- コードギアス 反逆のルルーシュ LOST COLORS （角川書店、月刊コンプエース掲載）
- 恋する乙女と守護の楯（角川書店、月刊コンプエース連載）
- 11eyes -罪と罰と贖いの少女-（角川書店、月刊コンプエース連載）

### 小説
- とらぶるハネムーン 空中初恋戦争（二次元ドリームノベルズ、キャラクターデザイン・表紙・口絵・挿絵）
- 恋と選挙とチョコレート a novel（小学館/ガガガ文庫、本文挿絵）

### 単行本
- 『Body and Soul』（1999/5/15、司書房）ISBN 9784812802540
- 『HONEY』（2001/7/25、司書房）ISBN 9784812805879
- 『SWEET EMOTION』（2004/4/15、司書房）ISBN 9784812810323
- 『Sweet Dreams』（2006/11/15、司書房）ISBN 9784812814932
- 『恋する乙女と守護の楯』（2009/6/26、角川書店）全1巻
- 『11eyes -罪と罰と贖いの少女-』全3巻（2009/12/26、角川書店）1巻、（2010/5/26）2巻、（2010/9/25）3巻